# M. Welte & Söhne

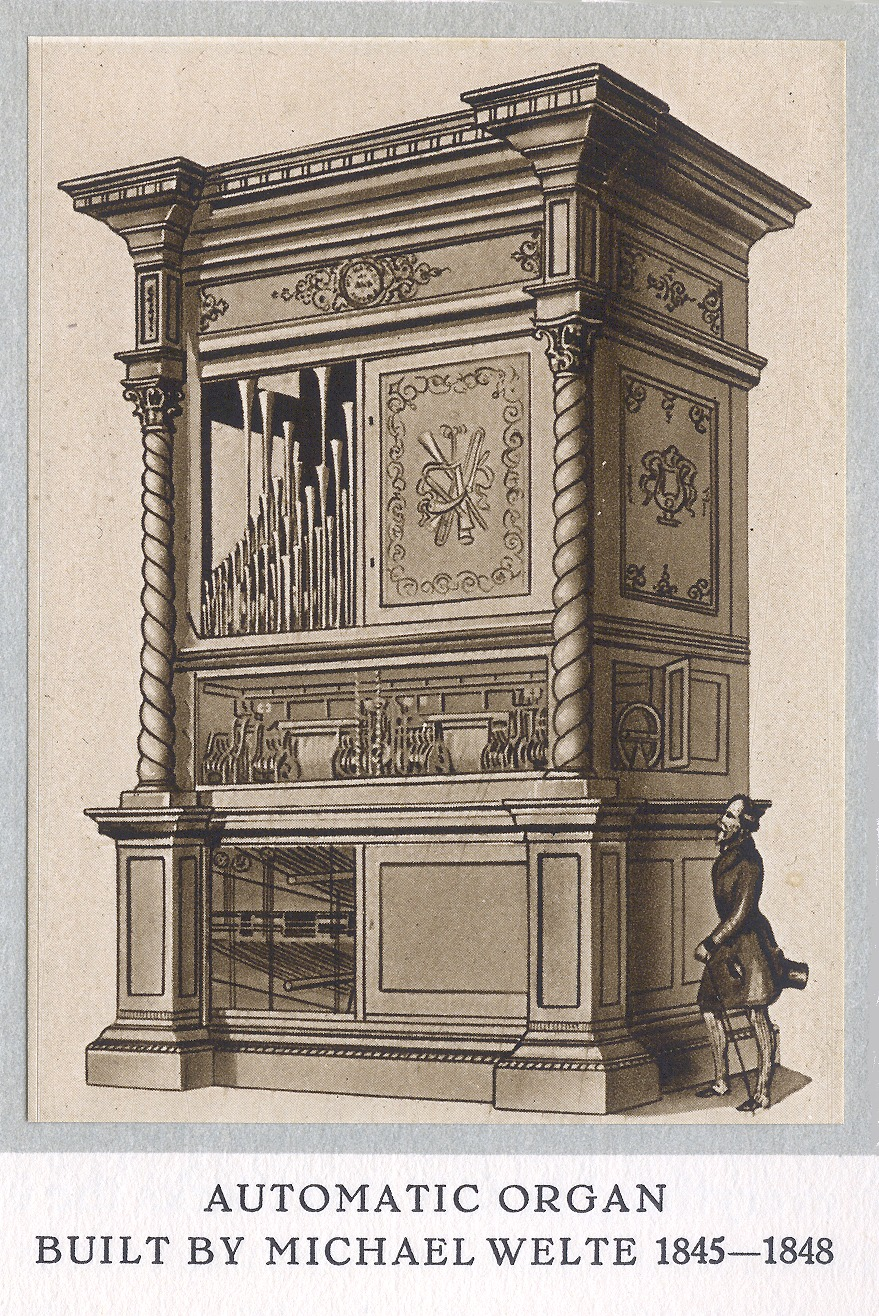
Orchestrion di Michael Welte, costruito nel 1845-1848

M. Welte & Söhne (M. Welte & figli) era un importante e nota azienda produttrice di strumenti musicali meccanici.
La Ditta fu fondata nel 1832 a Vöhrenbach nella Foresta Nera da Michael Welte (Vöhrenbach 1807 - Friburgo in Brisgovia 1880). Dal 1832 al 1932 circa produsse strumenti musicali meccanici di alta qualità. Dal 1832 al 1845 si firmò con il nome Gebrüder Welte (Fratelli Welte), successivamente Michael Welte, dal 1865 con il nome di M. Welte & Sohne e dal 1912 al 1936 M. Welte & Söhne GmbH ed infine OHG.

## Storia ed invenzioni

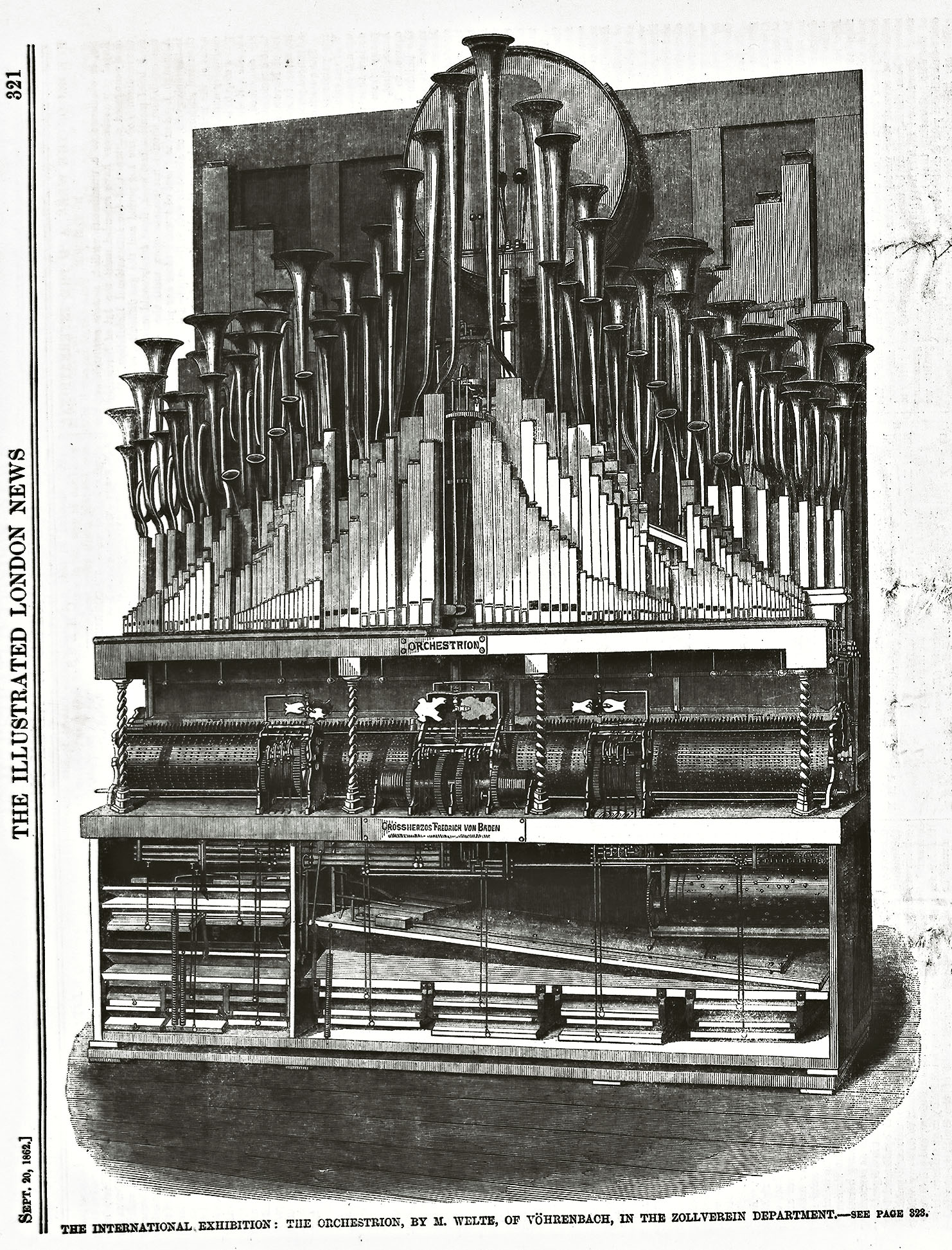
Mostra mondiale Londra 1862:
The Orchestrion by M. Welte, of Vöhrenbach, In the Deutscher Zollverein Departement. The Illustrated London News, Sept. 20, 1862.

Michal Welte costruì inizialmente organi meccanici, che divennero via via sempre più grandi e più perfetti. Presto raggiunse grande popolarità, grazie all'elevata qualità musicale dei suoi strumenti meccanici.  Grande parte della sua produzione la esportò in Russia, anche in Francia, Inghilterra e USA. Dopo che la meccanica dei suoi orologi ebbe trovato subito un ottimo riscontro sul mercato, egli si concentrò sul perfezionamento dello strumento musicale.
Nel 1845 ricevette l'incarico di costruire uno strumento per un certo Signore Stratz di Odessa. Questo primo strumento chiamato Orchestrion (organo automatico) doveva riprodurre tutti i suoni dell'orchestra e contenere circa 1100 canne.
Dopo tre anni di lavoro lo strumento venne esibito, prima della consegna, davanti ad un pubblico stupefatto, dal 23 al 24 marzo 1849 nella sala del museo di Karlsruhe e a Francoforte sul Meno, dove venne visitato anche dai membri dell'assemblea Nazionale Tedesca che in quella data si riuniva nella chiesa di S. Paolo. Nel 1856 iniziò la costruzione di uno strumento per il futuro Granduca Friedrich von Baden, la cui costruzione durò 33 mesi. Il Granduca spedì lo strumento per lui fabbricato alla mostra mondiale del 1862 la “London International Exhibition on Industry and Art”, dove venne continuamente esibito. Con questo Orchestrion (organo automatico) la Ditta Welte ottenne una medaglia di premiazione.
Nel 1865 entrarono a far parte della Ditta i tre figli di Michael Welte. Il primo figlio Emil Welte (Vöhrenbach 1841 - Norwich in Connecticut 1923), si trasferì a New York tra il 1865/1866, dove fondò la filiale di M. Welte & Söhne. Berthold Welte (Vöhrenbach 1843 - Friburgo in Brisgovia 1918) divenne direttore della Ditta e suo fratello Michael Welte jr. (Vöhrenbach 1846 - Friburgo in Brisgovia 1920) operò come tecnico.
Nel 1872 la Ditta si trasferì dalla cittadina appartata di Vöhrenbach a Friburgo in Brisgovia, nella nuovissima zona industriale del quartiere Stühlinger, vicino alla stazione principale. Grazie alla sostituzione dei sensibili cilindri chiodati con rulli perforati di carta, il comando di questo strumento ebbe uno sviluppo sensazionale. Emil Welte fece brevettare questo procedimento nel 1883 e divenne definitivamente il numero uno sul mercato. Presto i famosi strumenti Welte suonarono i loro meravigliosi arrangiamenti musicali negli USA presso le piste di pattinaggio su rotelle e su ghiaccio e nelle case reali europee, come pure nel palazzo del sultano di Sumatra.

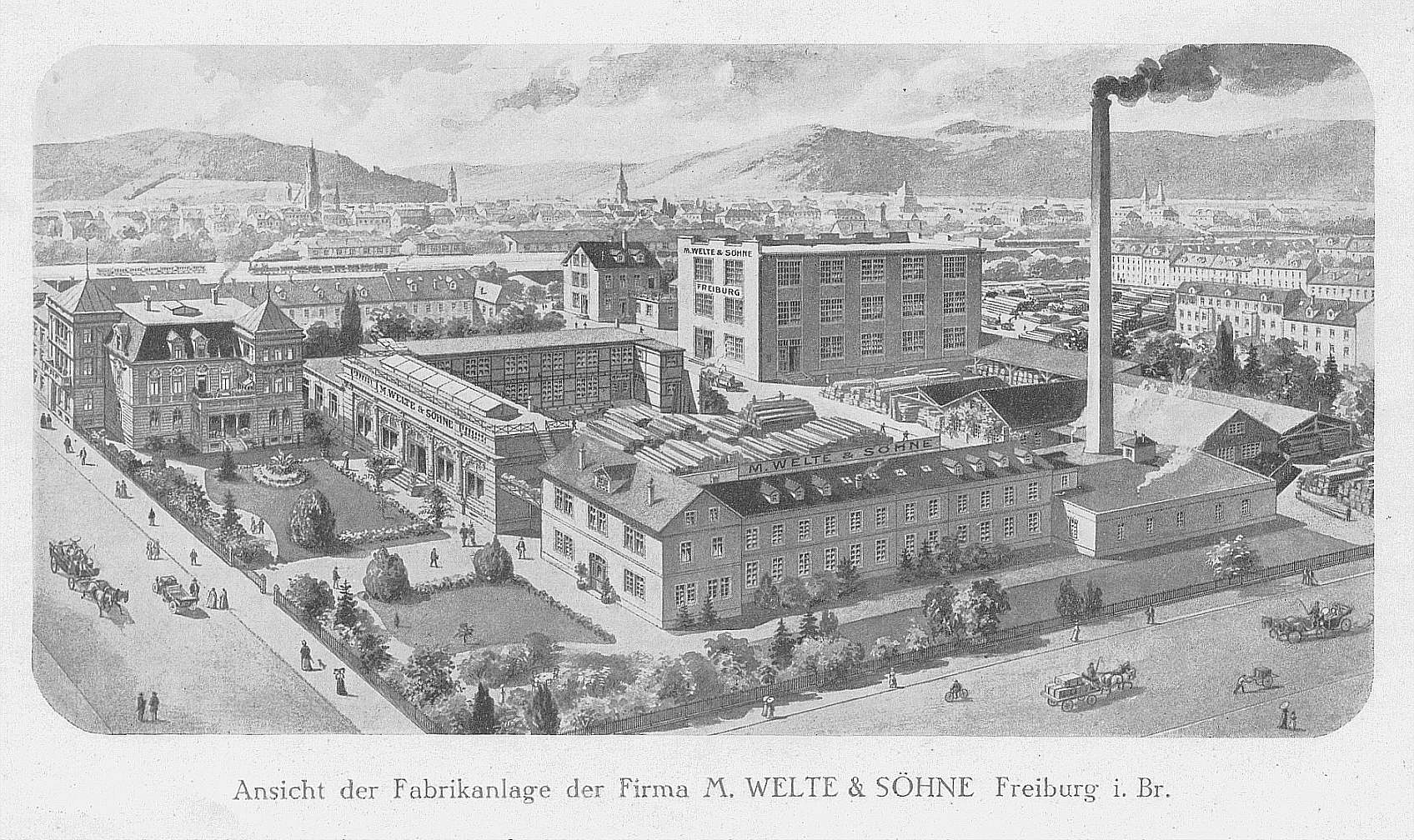
Stabilimento industriale di M. Welte & Söhne in Friburgo, ca. 1912

Nel 1900 entrò a far parte della Ditta Edwin Welte (Friburgo in Brisgovia 1876 -1958), figlio di Berthold Welte ed il suo cognato Karl Bockisch (Sternberg Moravia 1874 -Friburgo in Brisgovia 1952).
Karl Bockisch era già popolare grazie alle sue ricerche nel campo della riproduzione musicale automatica su supporto dati, ossia rulli di carta perforata e nel 1904 insieme a Edwin Welte brevettarono il procedimento di riproduzione per il loro pianoforte meccanico. Nel 1905 chiamarono questo strumento musicale automatico con il nome di Mignon e successivamente con il nome di “ Welte-Mignon Reproduktionklavier” (piano per riproduzione Welte-Mignon). Questo strumento che impiegava come mezzo di registrazione nastri perforati di carta per il pianoforte fu un'invenzione comune di Edwin Welte e Karl Bockisch.
In questo modo fu possibile di riprodurre con estrema fedeltà l'esecuzione musicale di un pianista, compresa la dinamica sonora. Questa meravigliosa opera tecnologica rappresentò, per l'epoca, un evento sensazionale che ancor oggi, sebbene con i pochi strumenti ancora in buono stato, permette un'autentica riproduzione di queste registrazioni. Dal 1912 venne introdotto un sistema simile per organi, chiamato “Welte–Philharmonie-Orgel”, (Organo per musica d'orchestra Welte).
Nel 1912 venne fondata negli USA, a New York, una società d'azioni la “M. Welte & Sons., Inc.” e venne costruito uno stabilimento industriale a Poughkeespsie, N.Y.
La perdita della filiale americana durante la prima guerra mondiale portò ad una forte crisi economica della Ditta Welte; inoltre con l'avvento sul mercato di nuovi apparecchi tecnologici, come la radio ed il giradischi elettrico, la produzione dei costosi strumenti musicali risentì di una significante crisi e di conseguenza l'intero settore mondiale fallì. Il tentativo di ripresa economica sul mercato con la costruzione di organi per il cinema e per la radiodiffusione, fu ostacolato dall'introduzione di film sonori,  tanto che furono cancellati ordini di organi già inoltrati.
L'inflazione presente in Germania e la crisi economica a livello mondiale fecero il resto. Nel 1932 la Ditta riuscì appena a salvarsi dalla bancarotta ed Edwin Welte si dimise. Si attuò una politica di riduzione delle spese aziendali e del personale; sotto la direzione di Karl Bockisch la produzione si limitò ai soli organi per chiese ed organi speciali. Nello stesso anno entrò a far parte della Ditta sotto il ruolo di gerente il figlio Karl Bockisch jr. (1899 – 1945).
Ultimo prodotto presentato della famiglia Welte impegnati nell'invenzione per ben 100 anni, fu l'organo elettronico (Lichttonorgel) comandato a fotocellule. Un prototipo di questa ultima invenzione fu esibito nel 1936 in occasione di un concerto dell'orchestra di Berlino. Questo organo, primissimo strumento elettronico, utilizzava una campionatura di melodie per la riproduzione di suoni.
La successiva produzione in cooperazione con la Ditta Telefunken venne bloccata dal governo nazionalsocialista, in quanto il suo ricercatore/ inventore Edwin Welte era sposato con un'ebrea.
Il complesso industriale venne completamente distrutto dalle bombe nel 1944. Così sparirono, oltre che gli strumenti di riproduzione, anche i procedimenti per la registrazione segreti, custoditi dalla Ditta per i pianoforti automatici. Solo negli ultimi anni è stato potuto ricostruire tale procedimento, grazie ai ritrovamenti di elementi costruttivi e documenti, così come grazie a un apparecchio di registrazione per organo d'orchestra Welte, rinvenuto negli Stati Uniti.
Nel 1949 l'azienda venne ripristinata in forma più modesta. Dopo la morte di Karl Bockisch 1952 la Ditta cessò definitivamente il suo esercizio. Oggi sulla parete della casa in Lehenerstrasse 11 si trova una lastra commemorativa della Ditta conosciuta a livello mondiale.
Nel museo Augustinermuseum di Friburgo in Brisgovia si trova il pianoforte meccanico come condono da parte Ditta Welte, sopravvissuto alla seconda guerra mondiale.